# Lícia Magna
Lícia Magna, nome artístico de Alcina Magna Tetemberg (Guaxupé, 22 de fevereiro de 1909 — Rio de Janeiro, 3 de julho de 2007), foi uma atriz brasileira.

## Biografia
Começou a carreira no teatro amador no final da década de 1940. Em 1952, foi contratada pela TV Tupi, e em 1959 participou do famoso Teatro Brasileiro de Comédia.
No cinema, participou de clássicos como Assalto ao Trem Pagador (1962), de Roberto Farias, e Vai Trabalhar, Vagabundo (1973), de Hugo Carvana.
Uma das mais antigas contratadas da Rede Globo (desde 1966), teve destaque em novelas como Carinhoso (1973), na qual viveu a tirana Esmeralda. Participou de outras novelas como Véu de Noiva (1969), Selva de Pedra (1972), Pai Herói (1979), Sétimo Sentido (1982), Roque Santeiro (1985), A Próxima Vítima (1995) e Kubanacan (2003). Seu último trabalho na televisão foi uma ponta em Cobras & Lagartos, exibida em 2006.
Em seus quase 60 anos de carreira, Lícia Magna participou de mais de 20 telenovelas e 30 filmes.

## Falecimento
Faleceu aos 98 anos, de falência cardíaca, em 3 de julho de 2007.

## Filmografia

### Televisão
| Ano  | Título                  | Personagem              | Notas                              |
| ---- | ----------------------- | ----------------------- | ---------------------------------- |
| 2006 | Cobras & Lagartos       | Angelina                |                                    |
| 2005 | Mandrake                | Dona Fany               | Episódio: "Amparo"                 |
| 2004 | A Diarista              | Velhinha                | Episódio: "Aquele do Supermercado" |
| 2004 | Carga Pesada            | —                       | Episódio: "A Gente Chega Lá"       |
| 2003 | Kubanacan               | Tia Cotinha             |                                    |
| 2002 | A Grande Família        | Viúva                   |                                    |
| 2001 | Brava Gente             | Chiquinha               | Episódio: "A Quenga e o Delegado"  |
| 2000 | Zorra Total             | Mãe de Santinha         |                                    |
| 1998 | Uma Carta para Deus     | Senhora no Fusca        |                                    |
| 1998 | Você Decide             | —                       | Episódio: "Me Lambuza de Batom"    |
| 1997 | Você Decide             | Ana                     | Episódio: "Estrada do Amanhã"      |
| 1996 | Caça Talentos           | Hortência               | Episódio: "Exterminador de Fadas"  |
| 1995 | A Próxima Vítima        | Magda Ferreto           |                                    |
| 1995 | Você Decide             | —                       | Episódio: "Veneno Ambiente"        |
| 1994 | Você Decide             | —                       | Episódio: "Mãe Solteira"           |
| 1994 | Você Decide             | —                       | Episódio: "Corações Partidos"      |
| 1993 | O Mapa da Mina          | Jurema Sousa            |                                    |
| 1992 | Tereza Batista          | —                       |                                    |
| 1990 | Rainha da Sucata        | Empregada               |                                    |
| 1989 | Que Rei Sou Eu?         | Velhinha assaltada      |                                    |
| 1988 | Fera Radical            | Dulce                   |                                    |
| 1987 | Mandala                 | faxineira de Mercedes   |                                    |
| 1986 | Cambalacho              | cliente da Madame Narda |                                    |
| 1985 | Roque Santeiro          | Ciana                   |                                    |
| 1984 | Meu Destino É Pecar     | Guiomar                 |                                    |
| 1982 | Sétimo Sentido          | Olga                    |                                    |
| 1981 | Jogo da Vida            | Natália                 |                                    |
| 1981 | Viva o Gordo            | —                       |                                    |
| 1980 | As Três Marias          | Lucila                  |                                    |
| 1980 | Coração Alado           | —                       |                                    |
| 1980 | Água Viva               | Edite                   |                                    |
| 1979 | Pai Herói               | Adélia                  |                                    |
| 1978 | Maria, Maria            | Maria Rosa              |                                    |
| 1976 | Planeta dos Homens      | Vários Personagens      |                                    |
| 1976 | O Feijão e o Sonho      | Nair                    |                                    |
| 1975 | Bravo!                  | Marta                   |                                    |
| 1974 | Fogo sobre Terra        | Isabel                  |                                    |
| 1973 | Carinhoso               | Esmeralda               |                                    |
| 1973 | Caso Especial           | Helena                  | Episódio: "A Mãe"                  |
| 1972 | Selva de Pedra          | Dona Maria Amélia       |                                    |
| 1972 | O Primeiro Amor         | —                       |                                    |
| 1971 | O Homem que Deve Morrer | Clara                   |                                    |
| 1970 | Verão Vermelho          | Cota                    |                                    |
| 1969 | Véu de Noiva            | —                       |                                    |
| 1969 | A Ponte dos Suspiros    | —                       |                                    |
| 1965 | Um Rosto de Mulher      | —                       |                                    |
| 1965 | Bairro Feliz            | Senhora                 |                                    |
| 1965 | Rosinha do Sobrado      | Martina                 |                                    |
| 1952 | Histórias da Tia Lícia  | Lícia                   |                                    |

### Cinema
| Ano  | Título                             | Personagem                 |
| ---- | ---------------------------------- | -------------------------- |
| 1950 | A Sombra da Outra                  | —                          |
| 1962 | Assalto ao Trem Pagador            | —                          |
| 1964 | Asfalto Selvagem                   | —                          |
| 1964 | Viagem aos Seios de Duília         | Duília                     |
| 1967 | O Mundo Alegre de Helô             | Avó de Nando               |
| 1968 | Copacabana Me Engana               | Isabel                     |
| 1969 | Os Paqueras                        | Mãe de Nonô                |
| 1970 | Um Uísque antes, um Cigarro depois | —                          |
| 1971 | Um Homem sem Importância           | Mãe                        |
| 1971 | Uma Pantera em Minha Cama          | Avó                        |
| 1972 | Missão: Matar                      | Camareira                  |
| 1973 | As Moças Daquela Hora              | Donga                      |
| 1973 | Caingangue                         | Índia paraguaia            |
| 1973 | O Libertino                        | Virgínia                   |
| 1973 | Obsessão                           | —                          |
| 1973 | Um Virgem na Praça                 | —                          |
| 1973 | Vai Trabalhar, Vagabundo           | —                          |
| 1974 | O Mau-Caráter                      | —                          |
| 1974 | Relatório de um Homem Casado       | —                          |
| 1975 | A Extorsão                         | Jurema                     |
| 1975 | Enigma para Demônios               | Laura                      |
| 1975 | O Casamento                        | —                          |
| 1975 | Uma Mulata Para Todos              | Cartomante                 |
| 1976 | As Massagistas Profissionais       | Maria                      |
| 1976 | Dona Flor e Seus Dois Maridos      | Filó                       |
| 1977 | Ódio                               | Aracy                      |
| 1977 | Quem Matou Pacífico?               | Chinesa                    |
| 1978 | As Taradas Atacam                  | Passageira                 |
| 1978 | Manicures a Domicílio              | —                          |
| 1980 | Prova de Fogo                      | —                          |
| 1981 | O Beijo no Asfalto                 | Judith                     |
| 1983 | Atrapalhando a Suate               | Senhora no Ônibus          |
| 2003 | TPM: Tensão Pré-Matrimonial        | —                          |
| 2004 | Mater Dei                          | Dona Nêna                  |
| 2008 | Casa da Mãe Joana                  | Viúva (Lançamento póstumo) |

## Teatro[7]
Principais trabalhos
- 1948 - O Picapau Amarelo de Monteiro Lobato
- 1948 - Yayá Boneca -Ernani Fornari
- 1949 - A Revolta dos Brinquedos de Pernambuco de Oliveira e Pedro Veiga]
- 1949 - Alice no País das Maravilhas de Lewis Carroll
- 1949 - O Carteiro do Rei de Robindronath Tagore
- 1949 - O Picapau Amarelo de Monteiro Lobato
- 1949 - Onde Canta o Sabiá de Gastão Tojeiro
- 1954 - As Quatro Irmãs
- 1960 - As Três Irmãs de  Anton Tchekov
- 1960 - Don João Tenório de José Zorrilla
- 1961 - Boca de Ouro de Nelson Rodrigues
- 1962 - O Pagador de Promessas de Dias Gomes
- 1962 - Bonitinha, mas Ordinária de Nelson Rodrigues
- 1963 - O Círculo de Giz de Bertolt Brecht
- 1967 - O Sétimo Dia
- 1970 - Miss, Apesar de Tudo, Brasil de Maria Clara Machado
- 1970/1971 - A Teia de Aranha de Agatha Christie
- 1978 - O Chifrudo de Miguel M. Abrahão
- 1985 - Assim É...(Se Lhe Parece) de Luigi Pirandello
- 1994, 2000/2001 - Por Falta de Roupa Nova Passei o Ferro na Velha de Abílio Fernandes
- 1994 - Trilogia do Terror de Vic Amor Militello
- 1997 - Laranja Mecânica de Anthony Burgess
- 2003 - Chá de Caridade de Ângelo Matos